# Nitrophila atacamensis
Nitrophila atacamensis là loài thực vật có hoa thuộc họ Dền. Loài này được (Phil.) Ulbr. mô tả khoa học đầu tiên năm.